# Ungemachita
La ungemachita és un mineral de la classe dels sulfats. Rep el seu nom del cristal·lògraf belga Henri-Léon Ungemach (1880-1936).

## Característiques
La ungemachita és un sulfat de fórmula química K₃Na₈Fe(SO₄)₆(NO₃)₂·6H₂O. Cristal·litza en el sistema trigonal. La seva duresa a l'escala de Mohs és 2,5.
Segons la classificació de Nickel-Strunz, la ungemachita pertany a «07.D - Sulfats (selenats, etc.) amb anions addicionals, amb H₂O, amb cations de mida mitjana i grans; amb NO₃, CO₃, B(OH)₄, SiO₄ o IO₃» juntament amb els següents minerals: darapskita, clinoungemachita, humberstonita, bentorita, charlesita, ettringita, jouravskita, sturmanita, thaumasita, carraraïta, buriatita, rapidcreekita, korkinoïta, tatarskita, nakauriïta, chessexita, carlosruizita, fuenzalidaïta i txeliabinskita.

## Formació i jaciments
Es troba en jaciments de coure oxidat, en regions àrides. Sol trobar-se associada a altres minerals com la metasideronatrita i la jarosita. Va ser descoberta l'any 1936 a Chuquicamata, al districte de Chuquicamata, a Calama (Regió d'Antofagasta, Xile). També ha estat descrita a la mina New Cobar, al comtat de Robinson (Nova Gal·les del Sud, Austràlia).